# Wessele
Wessele (ukrainisch Веселе; russisch Весёлое/Wessjoloje) ist eine Siedlung städtischen Typs in der Oblast Saporischschja in der südlichen Zentralukraine mit 10.000 Einwohnern (2016).

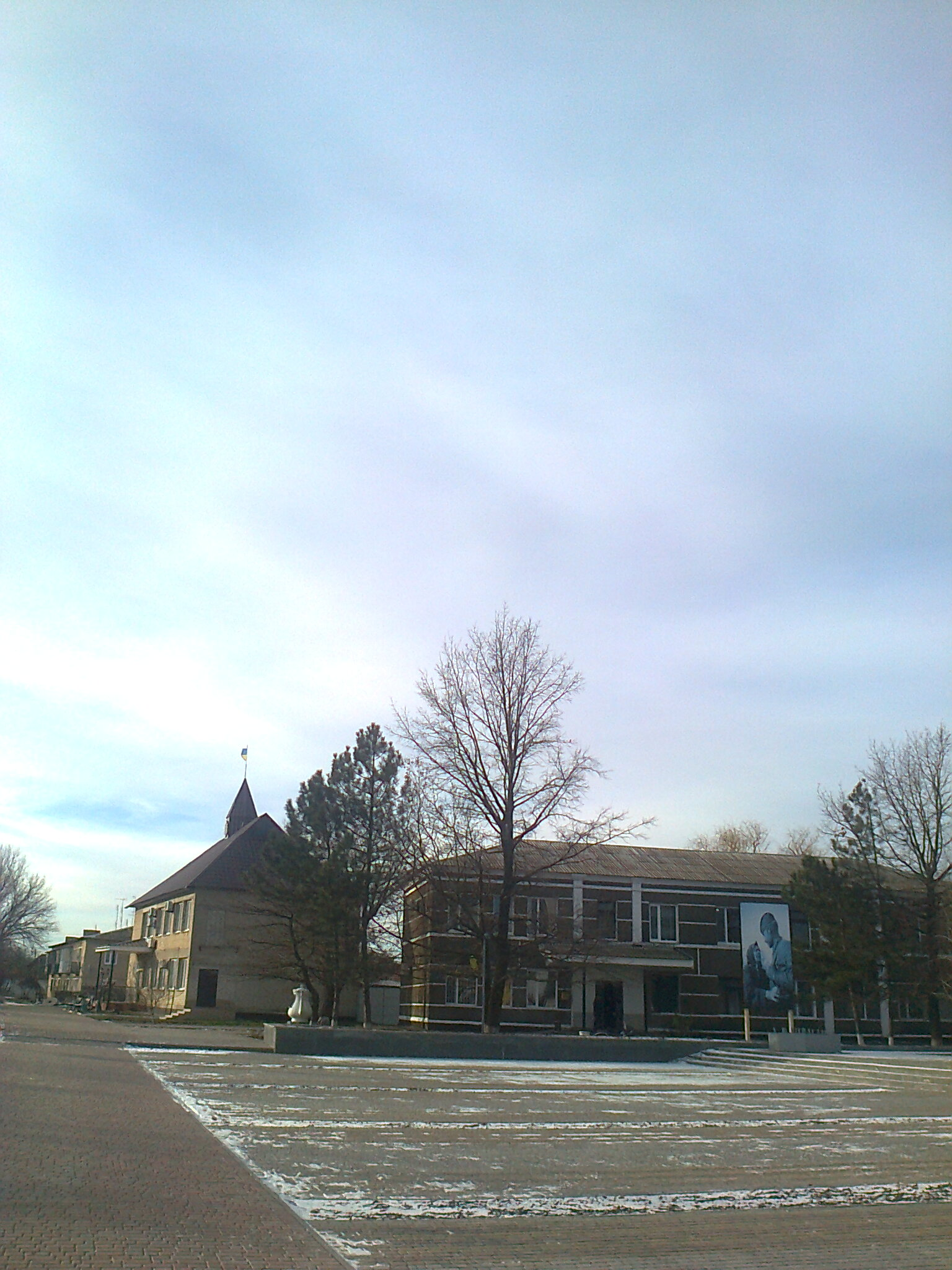
Blick auf den Hauptplatz im Ort

Der 1815 zum ersten Mal erwähnte Ort war das langjährige Verwaltungszentrum des Rajons Wessele und besitzt seit 1957 den Status einer Siedlung städtischen Typs. Seit Juli 2020 gehört das Gebiet zum Rajon Melitopol.

## Geographie
Wessele liegt zwischen dem Kachowkaer Stausee im Norden und dem Asowschem Meer 80 km südöstlich des Ortes. Die Oblasthauptstadt Saporischschja ist etwa 125 km entfernt. Die nächstgelegene Großstadt ist Melitopol 38 km südöstlich von Wessele.

## Verwaltungsgliederung
Am 7. August 2015 wurde die Siedlung zum Zentrum der neugegründeten Siedlungsgemeinde Wessele (Веселівська селищна громада/Wesseliwska selyschtschna hromada). Zu dieser zählten auch die 8 in der untenstehenden Tabelle aufgelistetenen Dörfer, bis dahin bildete sie zusammen mit den Dörfern Jelysawetiwka, Nowooleksandriwka und Jasna Poljana die gleichnamige Siedlungsratsgemeinde Wessele (Веселівська селищна рада/Wesseliwska selyschtschna rada) im Zentrum des Rajons Wessele.
Am 12. Juni 2020 kamen noch die Dörfer Mentschykury und Piskoschyne zum Gemeindegebiet.
Seit dem 17. Juli 2020 ist sie ein Teil des Rajons Melitopol.
Folgende Orte sind neben dem Hauptort Wessele Teil der Gemeinde:
| Name                     | Name              | Name                                  |
| ukrainisch transkribiert | ukrainisch        | russisch                              |
| ------------------------ | ----------------- | ------------------------------------- |
| Awanhard                 | Авангард          | Авангард (Awangard)                   |
| Daleke                   | Далеке            | Далёкое (Daljokoje)                   |
| Jasna Poljana            | Ясна Поляна       | Ясная Поляна (Jasnaja Poljana)        |
| Jelysawetiwka            | Єлизаветівка      | Елизаветовка (Jelisawetowka)          |
| Mala Mychajliwka         | Мала Михайлівка   | Малая Михайловка (Malaja Michailowka) |
| Mentschykury             | Менчикури         | Менчикуры (Mentschikury)              |
| Nowooleksandriwka        | Новоолександрівка | Новоалександровка (Nowoaleksandrowka) |
| Oserne                   | Озерне            | Озёрное (Osjornoje)                   |
| Piskoschyne              | Піскошине         | Пискошино (Piskoschino)               |
| Schyroke                 | Широке            | Широкое (Schirokoje)                  |